# Grövträsket
Grövträsket är en sjö i Malå kommun i Lappland och ingår i Umeälvens huvudavrinningsområde. Sjön har en area på 0,152 kvadratkilometer och ligger 345,9 meter över havet. Grövträsket ligger i Vindelälven Natura 2000-område. Sjön avvattnas av vattendraget Nymyrbäcken.

## Delavrinningsområde
Grövträsket ingår i det delavrinningsområde (722830-162442) som SMHI kallar för Namn saknas. Medelhöjden är 361 meter över havet och ytan är 12,13 kvadratkilometer. Det finns ett avrinningsområde uppströms, och räknas det in blir den ackumulerade arean 26,56 kvadratkilometer. Nymyrbäcken som avvattnar avrinningsområdet har biflödesordning 4, vilket innebär att vattnet flödar genom totalt 4 vattendrag innan det når havet efter 251 kilometer. Avrinningsområdet består mestadels av skog (79 procent) och sankmarker (11 procent). Avrinningsområdet har 0,42 kvadratkilometer vattenytor vilket ger det en sjöprocent på 3,4 procent.